# Irynarch (Griezin)
Irynarch, imię świeckie Władimir Kuźmicz Griezin (ur. 23 listopada 1951 w Szumerli) – rosyjski biskup prawosławny.

## Życiorys
Urodził się w rodzinie robotniczej. Uzyskał wykształcenie techniczne i pracował w Zagorsku jako elektromonter. W latach 1970–1972 odbywał zasadniczą służbę wojskową. Po jej odbyciu ponownie podjął pracę elektromontera i kontynuował naukę w trybie wieczorowym, zanim w 1975, wstąpił do seminarium duchownego w Moskwie. Po uzyskaniu jego dyplomu kontynuował studia w Moskiewskiej Akademii Teologicznej, które ukończył w 1982. 3 kwietnia 1985, będąc już pracownikiem wydziału stosunków zewnętrznych Patriarchatu Moskiewskiego, złożył wieczyste śluby zakonne, 13 kwietnia 1985 został wyświęcony na hierodiakona, zaś 15 kwietnia tego samego roku na hieromnicha. W latach 1987–1989 kontynuował studia teologiczne w Bossey i na Harvardzie. W 1988 otrzymał godność ihumena.
Jako pracownik wydziału stosunków zewnętrznych koordynował cerkiewne programy zapobiegania alkoholizmowi i narkomanii oraz pracował jako kapelan w moskiewskich zakładach opieki zdrowotnej zajmujących się osobami cierpiącymi na te choroby. Z pracy w oddziale odszedł w 1991, nadal działał jednak w Prawosławnym Bractwie Trzeźwości. 15 grudnia 2000 został ponadto dziekanem dekanatu Wszystkich Świętych w eparchii moskiewskiej. 16 marca 2002 został mianowany archimandrytą. W marcu 2002 Święty Synod nominował go na biskupa permskiego i solikamskiego. Chirotonia miała miejsce 14 kwietnia 2002 w soborze Chrystusa Zbawiciela w Moskwie, zaś jako konsekratorzy wzięli w niej udział patriarcha moskiewski i całej Rusi Aleksy II, metropolici kruticki i kołomieński Juwenaliusz, sołnecznogorski Sergiusz, wołokołamski i juriewski Pitirim, czeboksarski i czuwaski Barnaba, arcybiskupi istrzański Arseniusz, jekaterynburski i wierchoturski Wincenty, kemerowski i nowokuźniecki Sofroniusz, biskup filippolski Nifon (z Patriarchatu Antiochii), tichwiński Konstantyn, orechowo-zujewski Aleksy, tulski i bielowski Cyryl, dmitrowski Aleksander oraz siergijew-posadski Teognost.
5 marca 2010 został przeniesiony do eparchii moskiewskiej jako jej biskup wikariusz z tytułem biskupa krasnogorskiego. Jest odpowiedzialny za parafie położone w południowo-zachodnim okręgu administracyjnym Moskwy, od grudnia 2011 jako zwierzchnik wikariatu południowo-zachodniego eparchii moskiewskiej miejskiej. W 2021 r. jego tytuł biskupi uległ zmianie na biskup ramieński.